# Raúl García (fodboldspiller)
Raúl García (født 11. juli 1986) er en spansk fodboldspiller. Han spiller for Athletic Bilbao i La Liga, som midtbanespiller. Han har tidligere spillet for CA Osasuna og Atlético Madrid.